# Anneli Björkling
Tuula Anneli Björkling (nascida em 1952) é uma rainha de beleza da Finlândia que venceu o Miss Internacional 1973.
Ela foi a primeira de seu país a vencer este concurso.[carece de fontes?]

## Participação em concursos de beleza
Anneli participou do Miss Mundo 1972 onde ficou em sexto lugar. Ela também venceu o Miss Escandinávia 1973.
Em Osaka, no Japão, ela venceu o Miss Internacional 1973 no dia 13 de outubro, derrotando outras 46 candidatas.
Em fevereiro de 1974 ela apresentou o Miss Finlândia.